# Uturoa
Uturoa és una comuna de la Polinèsia Francesa, situada a l'illa de Raiatea, a les Illes de Sotavent (arxipèlag de les Illes de la Societat). Té 3.778 habitants.

## Geografia
Geogràficament, el territori de la ciutat es troba al nord de l'illa de Raiatea. Aquesta zona és molt petita en comparació amb l'extensió de l'illa, i veu limitada per una petita franja de terreny pla entre la costa i els turons. El Mont Orotaio és el punt més alt de la ciutat, arriba al cim de 479 m. Una altra elevació, el Tapioi domina la ciutat.

## Història
La comuna d'Uturoa va ser creada el 1945, el segon municipi més antic de la Polinèsia Francesa. No inclou cap comuna associada. Fa de capital de les Illes de Sotavent, i alberga nombroses estructures administratives.
Durant la dècada de 1960, s'hi va construir un aeroport i una escola. Avui Uturoa té una escola primària, dues escoles, un institut i una escola de formació professional. També té un port d'esbarjo i un port renovat a la fi de la dècada de 1990, el que garanteix un transport marítim de mercaderies i passatgers, i l'atracada de vaixells de creuer. Uturoa és també un centre comercial per a les illes de Raiatea i Tahaa, i té un mercat cobert per a la comercialització de la producció agrícola i la pesca costanera.
Uturoa és una de les etapes de la cursa de canoes Hawaiki Nui Va'a.

## Administració
| Període | Identitat          | Partit |
| ------- | ------------------ | ------ |
| 2008-   | Sylviane Terooatea |        |